# Dieter Lauinger

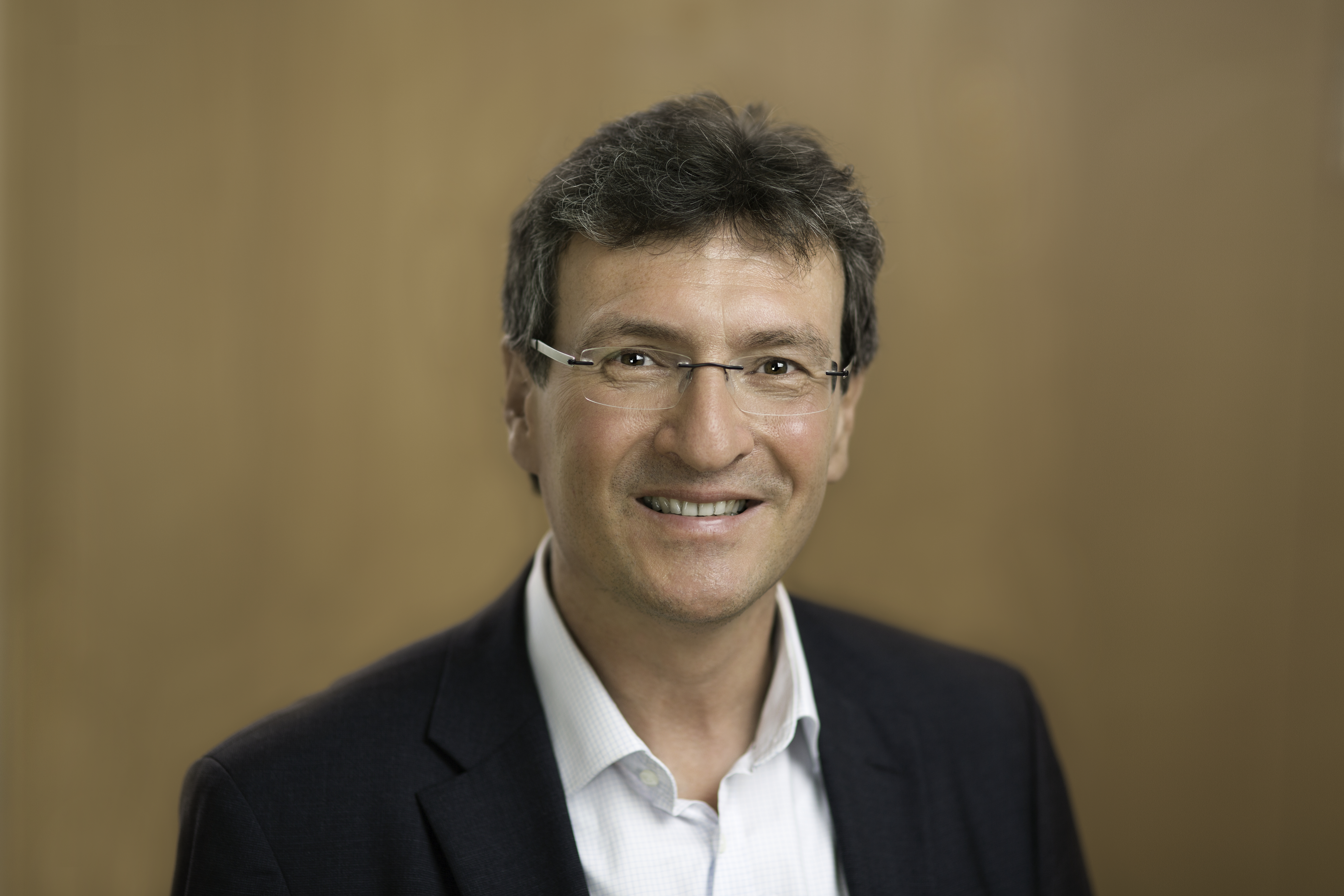
Dieter Lauinger (2013)

Dieter Lauinger (* 5. Dezember 1962 in Ettlingen) ist ein deutscher Jurist und Politiker (Bündnis 90/Die Grünen). Von 2009 bis 2015 war er einer der beiden Landessprecher des Thüringer Landesverbandes seiner Partei. Ab dem 5. Dezember 2014 war Lauinger Thüringens Minister für Migration, Justiz und Verbraucherschutz im Kabinett Ramelow I. Seit der konstituierenden Sitzung zum 7. Thüringer Landtag am 27. November 2019 war er ebenso wie seine Kabinettskollegen nur noch geschäftsführend im Amt. Seine Amtszeit endete am 5. Februar 2020 mit der Wahl des neuen Ministerpräsidenten Thomas Kemmerich.

## Ausbildung und Beruf
Von 1984 bis 1989 studierte er Rechtswissenschaft an der Ruprecht-Karls-Universität Heidelberg und der Albert-Ludwigs-Universität Freiburg. Er legte 1990 das erste und – nachdem er als Rechtsreferendar in Karlsruhe und unter anderem im Landtag von Baden-Württemberg tätig war – 1993 das zweite Staatsexamen ab. 1993 kam Lauinger als Richter nach Thüringen und war dort zunächst am Amtsgericht Gotha, ab 1996 am Landgericht Erfurt als Zivil- und Strafrichter tätig.

## Politischer Werdegang
Seit seiner Schulzeit war Lauinger in verschiedenen Bürgerinitiativen aktiv. Ab 2004 engagierte er sich für Bündnis 90/Die Grünen, deren Kreisvorstand in Erfurt er seit 2006 angehörte. Zur Bundestagswahl 2009 kandidierte er für seine Partei auf Platz 2 der Thüringer Landesliste, was jedoch zum Einzug in den Bundestag nicht ausreichte. Im Wahlkreis 193 trat er zudem als Direktkandidat an und erzielte 8,1 % der Erststimmen.
Am 28. November 2009 wurden Dieter Lauinger und Madeleine Henfling auf dem Landesparteitag der Thüringer Grünen zur neuen Doppelspitze des Landesverbandes gewählt, wobei sich Lauinger mit 55,6 % der Stimmen gegen zwei Gegenkandidaten durchsetzte. Auf dem Landesparteitag am 12. November 2011 wurde Lauinger für zwei weitere Jahre im Amt bestätigt, diesmal mit Babett Pfefferlein als weiblicher Führungsspitze.
Bei der Bundestagswahl 2013 bewarb sich Lauinger erneut um ein Bundestagsmandat. Er wurde wie schon 2009 auf Platz 2 der Landesliste der Thüringer Bündnisgrünen gewählt. Am 7. März 2013 wurde Lauinger von knapp 50 Mitgliedern auf einer Wahlversammlung in Weimar zum Bundestagsdirektkandidaten für den Bundestagswahlkreis Erfurt – Weimar – Weimarer Land II gewählt. Er erhielt dabei über 80 % der Stimmen. Bei der Bundestagswahl am 22. September 2013 erzielte Lauinger in seinem Wahlkreis, der von der CDU-Politikerin Antje Tillmann gewonnen wurde, 6,0 % der Erststimmen. Da über die Landesliste in Thüringen nur eine Politikerin der Grünen, nämlich Katrin Göring-Eckardt, ein Mandat gewann, verfehlte Lauinger den Einzug in den Bundestag erneut. Am 30. November 2013 wurde er auf dem Landesparteitag der Grünen erneut als Landessprecher bestätigt, nunmehr gemeinsam mit Stephanie Erben.
In Folge der Landtagswahl 2014 kam es in Thüringen zur Bildung der bundesweit ersten rot-rot-grünen Landesregierung. Lauinger wurde als Minister für Migration, Justiz und Verbraucherschutz ins Kabinett von Bodo Ramelow berufen. Zudem war er von Januar 2015 bis Januar 2019 stellvertretendes Mitglied im Europäischen Ausschuss der Regionen; ab Januar 2019 war er ordentliches Mitglied. Im Februar 2020 schied er aus dem Ministeramt aus.

## Sonstiges
Lauinger ist evangelisch, verheiratet und hat zwei Kinder.
Im Juli 2016 urteilte der Verfassungsgerichtshof des Landes Thüringen, dass Lauinger gegen seine Neutralitätspflicht als Minister verstoßen habe, indem er öffentlich und auf den Internetseiten seines Ministeriums vor der Teilnahme an einer Demonstration der AfD gewarnt hatte.

## Untersuchungsausschuss des Landtages
Im August 2016 kamen Vorwürfe auf, Lauinger habe sich aus seinem Ministerium heraus unter Zuhilfenahme von dienstlichen Mitteln für eine rechtlich zweifelhafte Befreiung seines Sohnes von der besonderen Leistungsfeststellung (BLF), der verpflichtenden Prüfung für Thüringer Gymnasiasten am Ende des zehnten Schuljahres, beim Kultusministerium eingesetzt.
Die BLF an Gymnasien war 2003 als Reaktion auf den Amoklauf von Erfurt eingeführt worden, da angenommen wurde, der Attentäter habe aus Verärgerung über seinen mangelnden Schulabschluss trotz erfolgreichem Abschluss der 10. Klasse gehandelt.
Lauingers Sohn konnte an der besonderen Leistungsfeststellung aufgrund eines mehrmonatige Auslandsaufenthaltes nicht teilnehmen. Der Umgang mit einem solchen Fall war in den „Ausführungsbestimmungen zur Thüringer Oberstufe“ nicht eindeutig bestimmt. Neben Unklarheiten über Zuständigkeiten bestand infolgedessen Unsicherheit über die richtige Handhabung. Zwischen verschiedenen mit dem Vorgang befassten Stellen wurde eine umfangreiche Kommunikation geführt, in deren Verlauf getroffene Entscheidungen mehrfach in die eine oder andere Richtung korrigiert wurden.
Als Reaktion auf die Kritik kündigte Lauinger an, dass sein Sohn eine „gleichgestellte Prüfung“ nachholen werde. Auf Antrag der CDU-Landtagsfraktion wurde vom Thüringer Landtag am 29. September 2016 ein Untersuchungsausschuss („Lauinger-Affäre“) eingesetzt. Untersuchungsgegenstand des Ausschusses ist es, über die Umstände der Befreiung des Sohnes des Thüringer Ministers für Migration, Justiz und Verbraucherschutz von der Besonderen Leistungsfeststellung sowie über den Umfang der Information von Öffentlichkeit und Thüringer Landtag durch Mitglieder der Landesregierung Aufklärung zu leisten. Im Rahmen der Ausschussarbeit stellte sich heraus, dass ein Zeugnis auf Weisung der Schulamtes rückdatiert wurde. Die ehemalige Bildungsministerin Birgit Klaubert erklärte im Untersuchungsausschuss, dass dieser Vorgang zunächst wie jeder andere gewesen sei, sie aber nicht „die Dimension des Ganzen im Hinterkopf“ gehabt habe. Nach einem Jahr hatte der Untersuchungsausschuss erst die Hälfte der geplanten 60 Zeugen angehört. Im Oktober 2017 wurde bekannt, dass die von Lauinger im August 2016 angekündigte Prüfung nicht stattgefunden hat.
Im November 2019 erschien der 858-seitige, abschließende Bericht des Untersuchungsausschusses „6/3 - Möglicher Amtsmissbrauch“. Der Untersuchungsauftrag umfasste acht Themenkomplexe und insgesamt 85 Einzelfragen. Der Ausschuss bestand aus 13 Mitgliedern und 10 Ersatzmitgliedern, 9 Beauftragten der Landesregierung, 14 benannten Mitarbeitern der Fraktionen (inklusive Vertretern) und 10 Mitarbeitern der Landtagsverwaltung sowie verschiedenen Praktikanten und Rechtsreferendaren.
Der Untersuchungsausschuss traf sich wöchentlich in insgesamt 32 Sitzungen zwischen November 2016 und Oktober 2019.
Es wurden verschiedene rechtliche Gutachten in Auftrag gegeben, Beweisanträge gestellt und insgesamt 81 Zeugen vernommen.
Im Fazit gelangt der Untersuchungsausschuss „zu dem Gesamtergebnis, dass im Zusammenhang mit der Befreiung des Sohnes von Min. Lauinger von der BLF bei allen beteiligten Behörden auf allen Ebenen Fehlleistungen und Unzulänglichkeiten feststellbar sind.“ Konkret mangele es an Bestimmungen, die auf den vorliegenden Fall zutrafen. Kritisiert wurden weiterhin unklare Zuständigkeiten und Mehrfachzuständigkeiten, eine falsche Wiedergabe von Durchführungsbestimmungen in einem Schreiben der ESS an die Familie Lauinger, ein gestörtes Verhältnis verschiedener Behörden untereinander sowie die in vielerlei Hinsicht mangelhafte Kommunikation. Von den Vorwürfen an Dieter Lauinger verbleibt lediglich der Umstand, dass dieser „sein erstes Gespräch mit der Fachabteilung des TMBJS am 20. Juni 2016 von seinem Diensttelefon führte und sich hierbei von seiner Vorzimmerkraft verbinden ließ; denn die Angelegenheit, die Gegenstand des Gesprächs war, war privater Natur und dies hätte auch von den äußeren Umständen her entsprechend deutlich werden müssen.“
Als Konsequenz empfiehlt der Ausschuss eine Überarbeitung des Thüringer Schulgesetzes und diverser Ausführungsbestimmungen, die Klärung von Zuständigkeiten sowie Regeln für eine klare und verbindliche Kommunikation. Die Mitglieder der CDU-Fraktion stellen in einem Sondervotum ihre abweichende Meinung zum Fazit des Untersuchungsberichts dar.